# 5e arrondissement de Bangui
Le 5e arrondissement de Bangui est une subdivision administrative de la ville de Bangui, situé dans la partie centre-ouest de la capitale centrafricaine. Avec plus de 135 000 habitants, il est l’arrondissement le plus peuplé de Bangui.

## Situation
Il est limité par l’avenue des Martyrs, qui le sépare au nord du 8e arrondissement, à l’est des 4e et 1er arrondissements, au sud l’avenue de France marque la limite avec les 2e et 3e arrondissements, à l’ouest il borde l’aéroport Bangui-Mpoko. Il est traversé du nord au sud par le canal Sapek.

## Quartiers
L’arrondissement est constitué de 27 quartiers recensés en 2003 : Ambassana, Banda-Gbi, Banga 1, Banga 2, Bangui-M'Poko 1, Bangui-M'Poko 2, Bataillon 1, Basse-Kotto, Bazanga, Ben-Zvi 1, Ben-Zvi 2, Ben-Zvi Centre, Brazza, Ed-Ville, Galabadja 3, Kaya, Kolongo 1, Kolongo 2, Malimaka, Moustapha, Ngouciment 1, Ngouciment 2, Sara-Blague, Sénégalais 1, Vara, Walingba 1, Walingba 2, Yassara.

## Édifices et monuments
- Primature, avenue des Martyrs
- Secrétariat de la CEMAC (Communauté économique et monétaire de l'Afrique centrale)

### Ambassades
- Ambassade de Chine, avenue des Martyrs
- Ambassade du Soudan,

## Éducation
- École normale supérieure, avenue des Martyrs

## Cultes
- Église Saint Michel de Bazanga, quartier Bazanga, siège de la paroisse catholique rattachée à la doyenné Notre Dame d'Afrique.
- Église ELIM Bangui-Mpoko
- Église protestante Foursquare

## Santé
L'arrondissement compte l’un des 4 hôpitaux centraux de Bangui qui est l’hôpital communautaire situé sur l'avenue des Martyrs.

## Représentation politique
La 5e arrondissement de Bangui est constitué de trois circonscriptions électorales législatives.
| Date d'élection | Identité                   | Parti       | notes               |
| --------------- | -------------------------- | ----------- | ------------------- |
| 2016            | José Martial Kenam Aradona | indépendant | 1re circonscription |
| 2016            | Blaise Maïdou              | RDC         | 2e circonscription  |
| 2016            | Ernestine Annette Lamine   | RDC         | 3e circonscription  |